# Dreamtone & Iris Mavraki’s Neverland
Dreamtone & Iris Mavraki's Neverland - музыкальная группа из Турции. Создана в сотрудничестве турецкой музыкальной группы Dreamtone с греческой певицей Ирис Мавраки

## Дискография

### Студийные Альбомы
- Reversing Time (2008)
- Ophidia (2010)

## Состав группы

### Текущий официальный состав
- Iris Mavraki — вокал
- Oganalp Canatan — вокал
- Onur Ozkoc — гитара
- Burak Karahman — гитара
- Can Dedekarginoglu - бас-гитара
- Guney Ozsan - клавишные
- Emrecan Sevdin - ударные

### Другие участники
- Ханси Кюрш — вокал, бэк-вокал (2008, как гость на записи альбома Reversing Time)

### На музыкальных сайтах
- Neverland на  Encyclopaedia Metallum